# Leptomaia
Leptomaia is een geslacht van kreeftachtigen uit de klasse van de Malacostraca (hogere kreeftachtigen).

## Soort
- Leptomaia tuberculata Griffin & Tranter, 1986